# Kurtakér
.

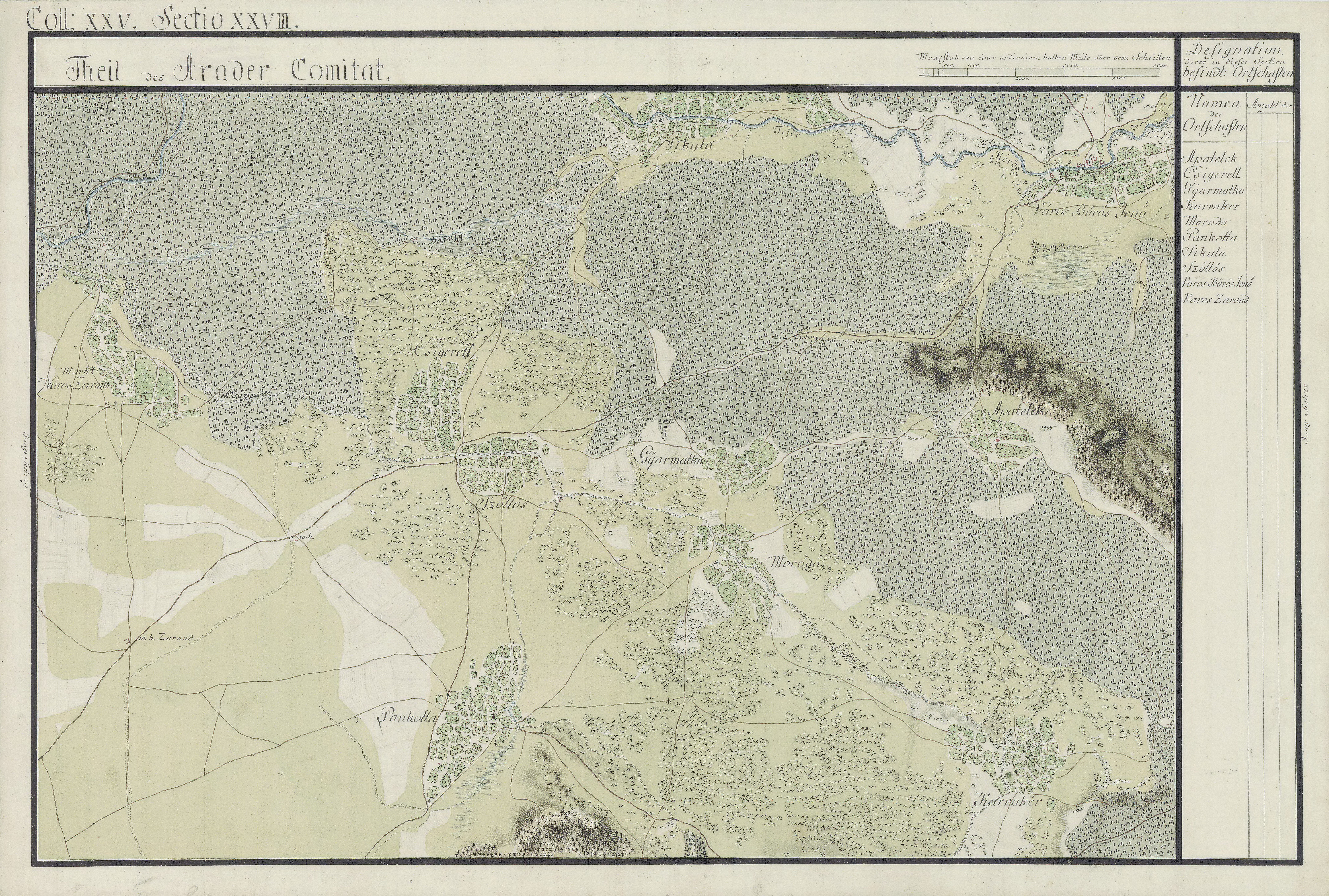
Kurtakér, Kér egy 1700-as évekből való térképen

Kurtakér (Chier) település Romániában, a Partiumban, Arad megyében.

## Fekvése
Borosjenőtől délre, a Jordán patak mellett fekvő település.

## Története
Kurtakér, Kér nevét 1325-ben említette először oklevél Keer néven. 1332-ben Kor [Ker], 1561-ben Kis-Kér néven az aradi káptalan birtoka volt. 1808-ban Kurvakér, 1828-ban Kurvakér alias Kurtakér, 1851-ben Kurtakér, 1888-ban Kurtakér, 1913-ban Kurtakér néven írták.
Kamarai birtok volt, majd Stipsics tábornok vásárolta meg, kitől az Ulman családé lett, majd Solymossy Lajos birtokába jutott. 1732-ben Raynald modenai kerceg kapta. Az 1800-as évek közepén a borosjenői Aczél János birtoka volt. 
1851-ben Fényes Elek írta a településről: „Kurtakér, Arad vármegyében, lapos, vizenyős vidéken, 6 katholikus, 1503 óhitü lakossal, s anyatemplommal. Vize a Csiger. Birja Aczél János.”
1910-ben 2192 lakosából 2117 román, 73 magyar volt. Ebből 2118 görögkeleti ortodox, 49 római katolikus volt.
A trianoni békeszerződés előtt Arad vármegye Tornovai járásához tartozott.
A település lakossága földmíveléssel, háziiparral (szövéssel, fonással) foglalkozott.